# Cosima (romanzo)
Cosima è un romanzo autobiografico della scrittrice italiana Grazia Deledda, pubblicato postumo ed incompiuto nel 1936. Uscito in due puntate (settembre-ottobre 1936) sulla Nuova Antologia, con il titolo Cosima, quasi Grazia, l'anno successivo ebbe la prima edizione in volume a cura delle edizioni Treves.

## Trama
Cosima, di forse cinque anni, esce in una serena mattina e attende che i vicini aprano le loro finestre, per annunciare la nascita di un nuovo fratellino. È la prima impressione di una piccola vita che osserva ogni cosa nella sua concretezza, dalla quale derivano i messaggi con cui la bambina nutre il suo spirito curioso e intelligente. Nulla le sfugge: dai caratteri dei familiari, alla geografia delle cose disposte nella grande casa.
Gli anni passano tra la scuola piena di soddisfazioni e la scoperta della vocazione a scrivere, prerogativa che le riserva invece contrasti e maldicenze. Pubblicando a soli quattordici anni le prime novelle, viene considerata un tipo strano e qualche parente predice a lei e alla famiglia che mai nessuno sposerà Cosima. La triste profezia sembra avverarsi nei primi, casti amori della fanciulla, tutti per giovani socialmente inaccettabili, ma nei quali lei intravvede un terreno fecondo per le sue storie.
Quando un serio editore accetta un romanzo, l'atteggiamento di chi le vuole bene cambia, perché in breve tempo i giornali più influenti la dipingono come un talento nascente. Ma con la fama arriva anche una critica letteraria che smonta implacabilmente la sua opera. Comprendendo che deve lavorare molto, Cosima si dedica con la massima umiltà alle faccende della famiglia e all'ascolto di persone di tutti i ceti: dal pastore all'ex delinquente. Tutto in lei si trasforma in pensieri inauditi:
Così vede per la prima volta il mare e comprende che dovrà raggiungere l'invisibile sponda del Continente per realizzare quanto sinora ha promesso solo a se stessa.

## Edizioni
In italiano:
- Grazia Deledda, Cosima, (Estratto da: Nuova antologia, 16 settembre e 16 ottobre 1936) Roma
- Grazia Deledda, Cosima, Milano: Fratelli Treves, 1937
- Grazia Deledda, Cosima, con otto illustrazioni di Aligi Sassu, Milano: Mondadori, 1947
- Grazia Deledda, Cosima, con un'introduzione all'opera e una bibliografia a cura di Vittorio Spinazzola; in appendice note di Antonio Baldini, Milano: Mondadori, 1975
- Grazia Deledda, Cosima, a cura di Nanda Torcellan, Milano: A. Mondadori, 1981
- Grazia Deledda, Cosima, Cagliari: L'Unione Sarda, stampa 2003
- Grazia Deledda, Cosima, a cura di Giovanna Cerina, Nuoro: Ilisso, 2005
- Grazia Deledda, Cosima, Nuoro: Il Maestrale, 2007
- Grazia Deledda, [Cosima], edizione critica di Dino Manca, Filologia della letteratura degli italiani, Sassari: EDES, 2016
- Grazia Deledda, Cosima, raccontata da Elena Pau; a cura di Bepi Vigna; illustrazioni di Gildo Atzori, Olbia:Taphros, 2022
- Grazia Deledda, Cosima, trascritto in Braille da Unione italiana dei Ciechi e degli Ipovedenti ONLUS-APS, Sezione territoriale di Sassari, Centro Trascrizione Braille, Nuoro: Il Maestrale; Centro Trascrizione Braille, 2022
- Grazia Deledda, [Cosima], nuova edizione critica a cura di Dino Manca, in appendice: Lettere di Antonio Baldini a Grazia Deledda, Sardus, Franz e Palmiro Madesani (1928-1945), Centro Studi Grazia Deledda – ISRE,  Nuoro-Cagliari: Edizioni ISRE-BNCR / Aipsa, 2024, pp. 314.

In altre lingue:
- (DE)  Grazia Deledda, Cosima: die Jugend einer Dichterin, Mainz: M. Grünewald Verlag, 1942
- (ES)  Grazia Deledda, Cosima, Buenos Aires: Espasa-Calpe, 1946
- (ES)  Grazia Deledda, Cosima, introduccion traduccion y notas de Naria Teresa Navarro Salazar, Madrid: Espasa-Calpe, 1983
- (EN)  Grazia Deledda, Cosima, translated from the italian by Martha King, New York: Italica press, 1988
- (DE)  Grazia Deledda, Cosima: Roman, aus dem Italienischen ubertragen und mit einem Nachwort versehen von Birgit Klarner, Frankfurt/M: Ullstein, 1991
- (ES)  Grazia Deledda, Cosima, traduccion de Maria Teresa Navarro Salazar; edicion de Nieves Arribas, Martorano di Cesena: Arci solidarietà Cesenate, 2003
- (ES)  Grazia Deledda, Cósima, presentación, traducción y notas de María Teresa Navarro Salazar, Madrid: Nordica libros, 2007
- (FR)  Grazia Deledda, Cosima, traduit de l'italien par Jeanne Macocco, Paris: Cambourakis, 2021